# Tack, o Jesu, för det ord
Tack, o Jesu, för det ord är en kristen psalm. Texten är skriven av Samuel Ödmann.

## Publicerad i
- 1819 års psalmbok, som nummer 331 under rubriken "Med avseende på särskilda personer, tider och omständigheter: Lärare och åhörare: Efter predikan".
- Den svenska psalmboken 1937, som nummer 218 under rubriken "Efter predikan".